# Public Announcement
Public Announcement es un grupo americano de R&B y Soul, el cual estuvo formado en 1991 en Chicago, Illinois, Estados Unidos. Ellos se juntaron con R. Kelly en su álbum debut de estudio Born into the 90's (1992). El grupo es conocido por la colección de éxitos como "She's Got That Vibe", "Honey Love", "Slow Dance (Hey Mr. DJ)" y "Dedicated".

## Miembros
- Feloney Davis – (1998–presente)
- Glenn Wright – (1998–presente)
- As Watkins – (1999–presente)

## Miembros anteriores
- R. Kelly - (1992 - 1993)
- Andre Boykins – (1991–1994)
- Earl Robinson – (1991–2006)
- Ricky Webster – (1991–1994)
- Mel grande – (1993–1994)
- Euclides Gris – (1998–1999)

## Discografía
- 1992: Born into the 90's (con R. Kelly)
- 1998: All Work, No Play
- 2001: Don't Hold Back
- 2006: When the Smoke Clears